# Hà Tĩnh (stad)
Hà Tĩnh is een stad in Vietnam en is de hoofdplaats van de provincie Hà Tĩnh.
Hà Tĩnh telt naar schatting 26.000 inwoners.